# New Songs for Old Friends
New Songs for Old Friends är ett livealbum av den amerikanske trubaduren Tom Paxton, utgivet 1973 på skivbolaget Reprise Records.
Gästartister på albumet är Ralph McTell och Mary Hopkin.
Låten "Wasn't That a Party?" spelades in av gruppen The Rovers 1981, vilka nådde amerikanska Billboard-listans 37:e plats med låten den 2 maj det året.

## Låtlista
Samtliga låtar skrivna av Tom Paxton
1. "Hobo in My Mind"
2. "When We Were Good"
3. "Who's Been Passing Dreams Around?"
4. "When Annie Took Me Home"
5. "Katy"
6. "Fred"
7. "Wasn't That a Party?"
8. "Faces And Places"
9. "When You Shook Your Long Hair Down"
10. "Silent Night"
11. "When Princes Meet"